# Linnaea amabilis
Kolkwitzia amabilis
Espèce
Synonymes
- Kolkwitzia amabilis Graebn., 1901 (basionyme)[1],[2]

Linnaea amabilis (synonyme Kolkwitzia amabilis), le Kolkwitzia ravissant ou Buisson de beauté, est une espèce de plantes à fleurs de la famille des Caprifoliaceae et du genre Linnaea. C'est un arbuste à fleurs roses endémique de Chine, cultivé pour l'ornement.

## Taxonomie
L'espèce est décrite en premier par le botaniste allemand Paul Graebner en 1901, qui la considère comme la seule espèce du genre Kolkwitzia sous le basionyme Kolkwitzia amabilis (amabilis signifie « aimable »). Le Britannique Maarten Joost Maria Christenhusz, en 2013, déplace l'espèce dans le genre Linnaea sous le nom correct Linnaea amabilis,, en fusionnant les genres Abelia, Diabelia, Dipelta, Kolkwitzia, Linneusia, Obolaria et Vesalea.

## Description

### Appareil végétatif
C'est un arbuste érigé mesurant jusqu'à 3 m de haut. Ses branches sont hirsutes, devenant glabres. Les feuilles ont un pétiole de 1–2 mm ; le limbe foliaire est elliptique à ovale, long de 3 à 8 cm et large de 1,5–2,5 cm, aux deux faces faiblement pubescentes, densément pubescent et cilié sur les nervures et le bord, la base arrondie ou largement cunéiforme, le bord entier, rarement faiblement denté, le sommet aigu à acuminé.
Les feuilles sont accrescentes et sont très différentes entre l'anthèse et la fructification. Elles varient également dans le degré de dentelure de la marge, qui peut parfois être dentée. L'apex cuspidé est caractéristique de l'espèce. Comme pour d'autres espèces indigènes cultivées, la distinction entre les spécimens sauvages et les spécimens cultivés est souvent floue.

### Appareil reproducteur
L'inflorescence est une panicule, portant des fleurs isolées ou jumelées (les fleurs s'ouvrant alors consécutivement) dans la même inflorescence ; le pédoncule mesure 10 à 15 mm ; les bractées sont lancéolées, étroitement adnées à la base de l'ovaire. Les fleurs comptent cinq sépales, lancéolés, mesurant jusqu'à 5 mm, pubescents. La corolle est blanchâtre, teintée de rose, de 15 à 25 mm, extérieurement pubescente, à base très étroite, brusquement élargie au-dessus du milieu ; la lèvre inférieure est trilobée, barbue, avec des marques réticulées orange ; la lèvre supérieure est trilobée. L'ovaire est en forme de bouteille avec un long col ; le style est pubescent ; les stigmates sont capités et insérés. Les fruits sont des akènes enchâssés dans des bractées spongieuses, ligneuses et hérissées, l'apex allongé, couronné de sépales persistants, non accrescents. La floraison a lieu en mai et juin, la fructification en août et septembre.

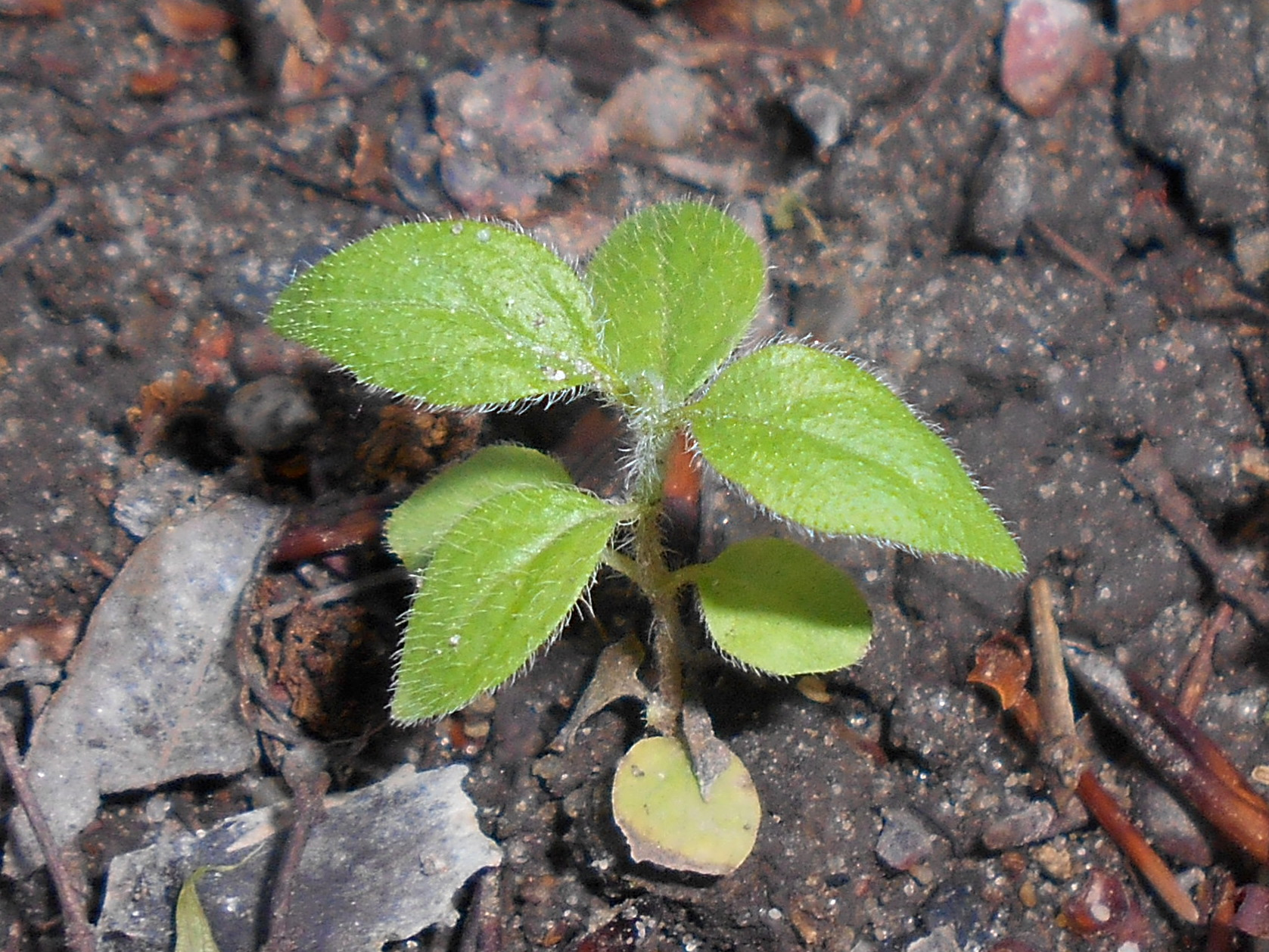
Plantule.
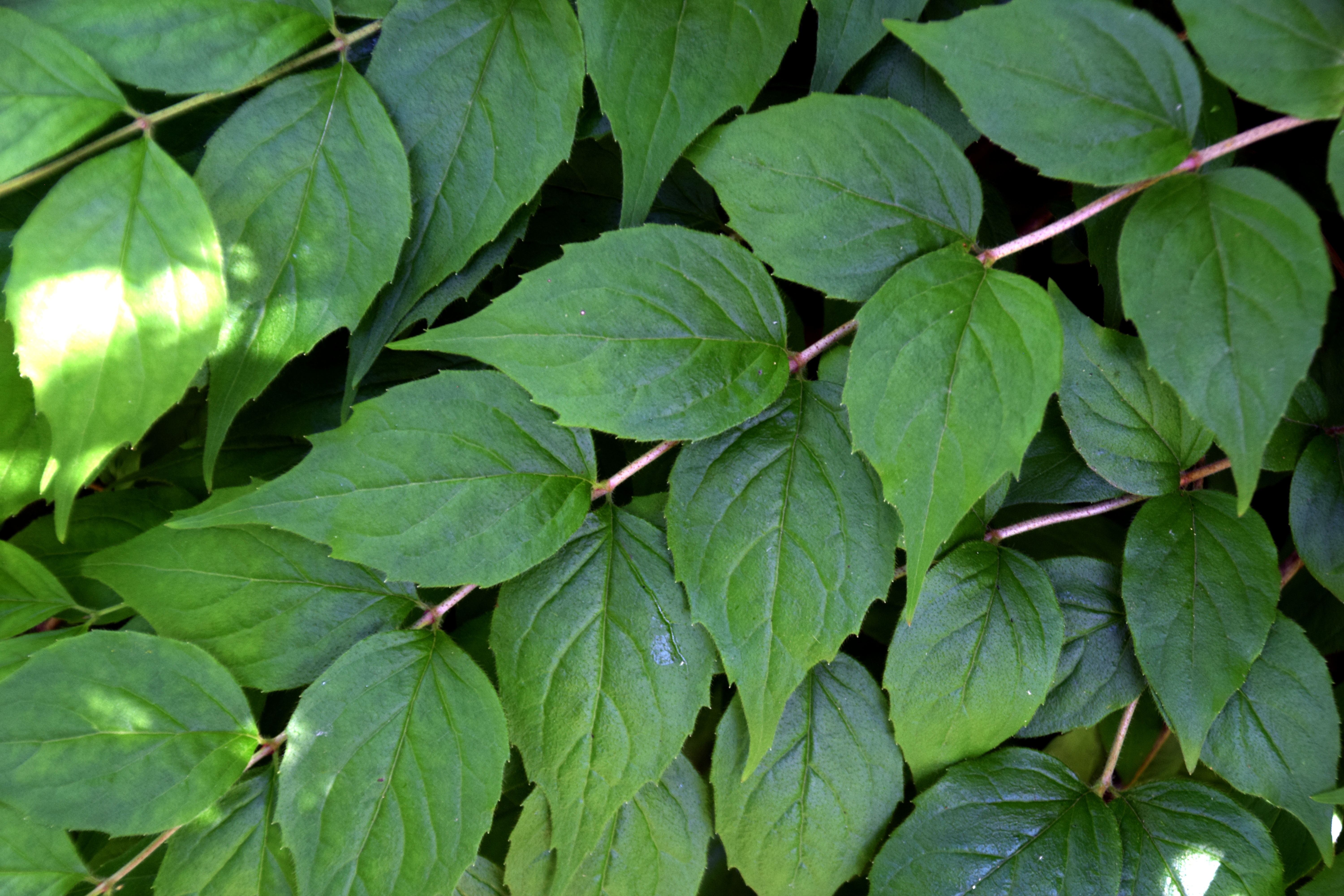
Feuilles.
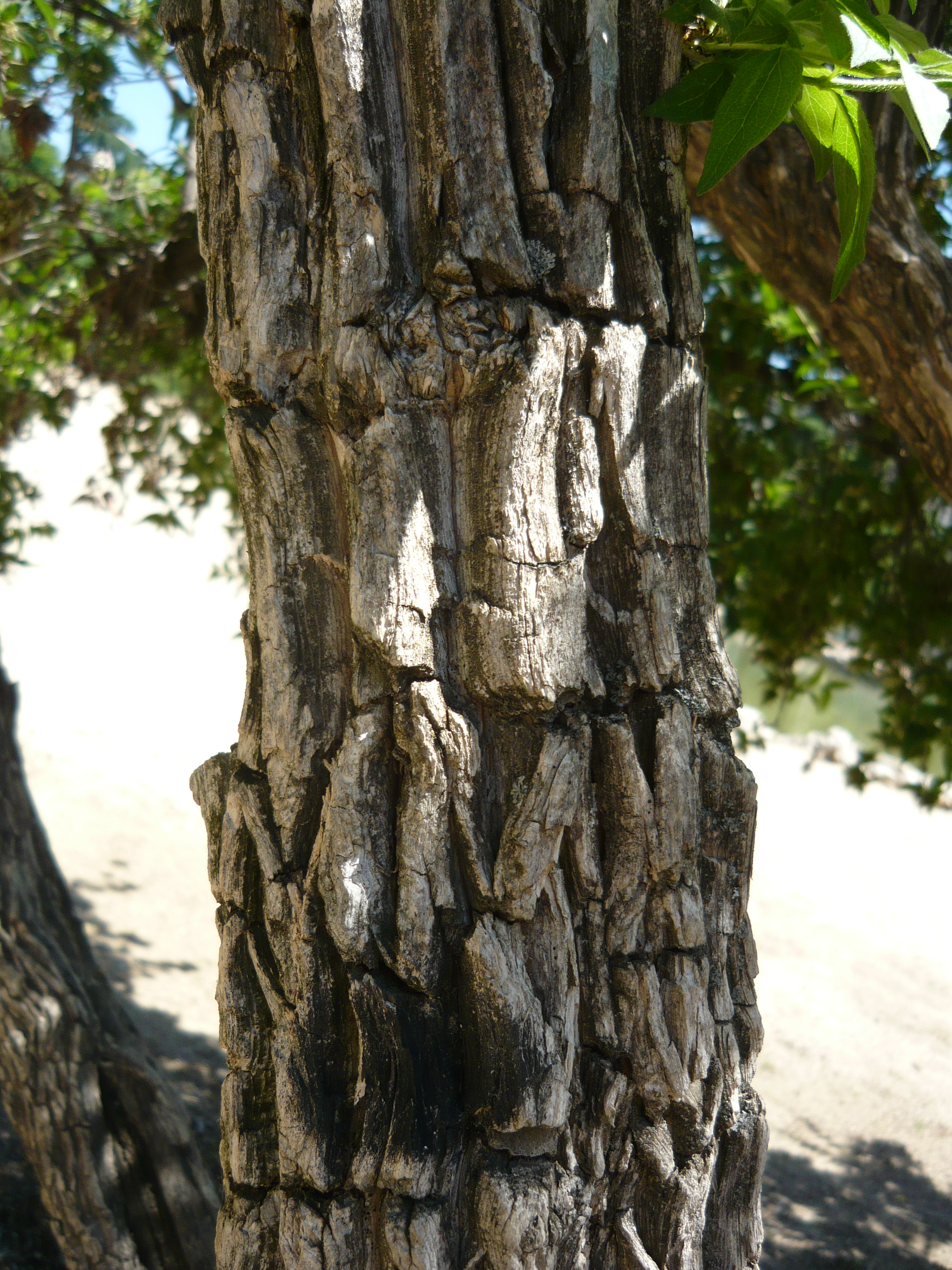
Écorce.
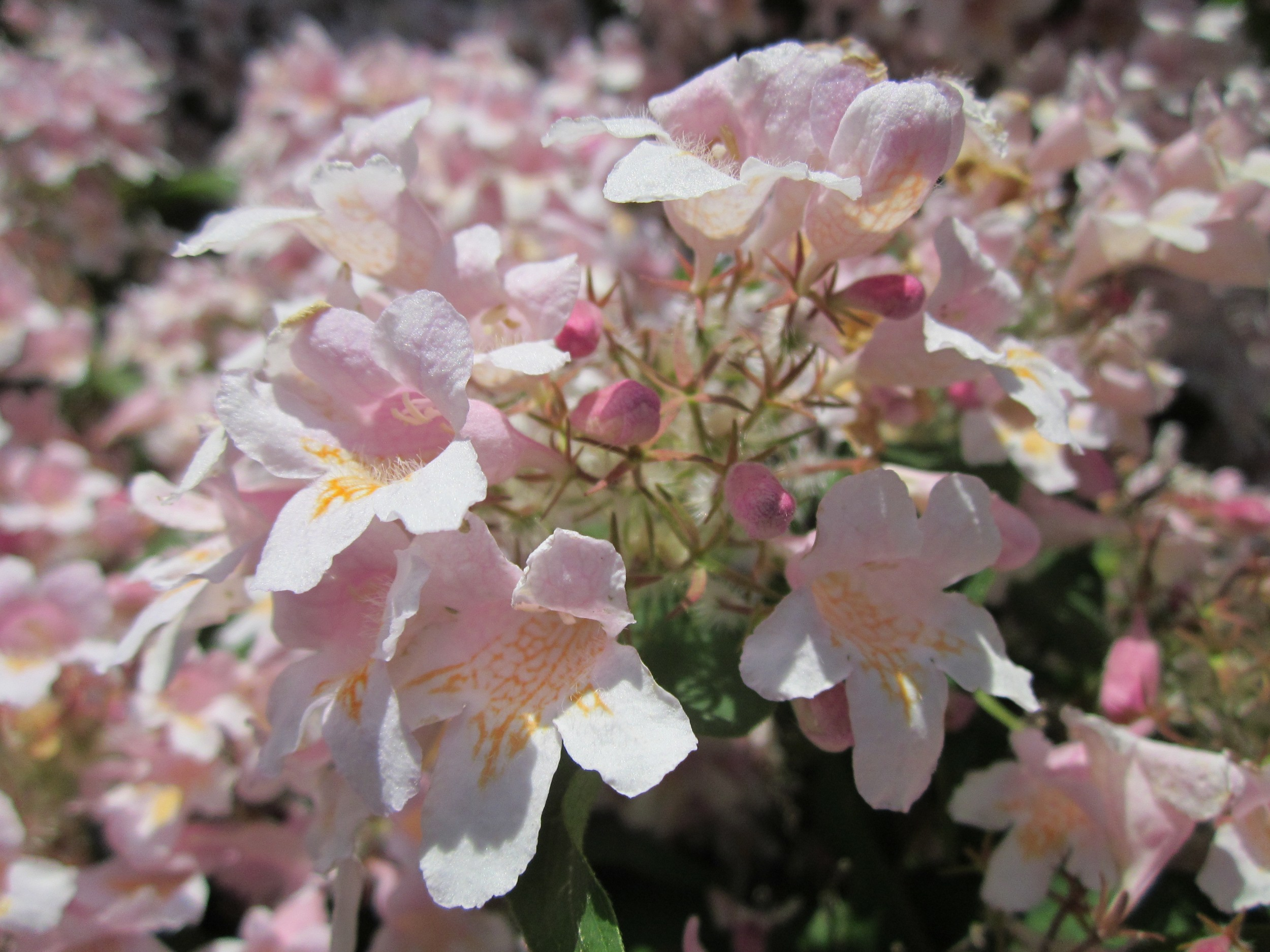
Fleurs.
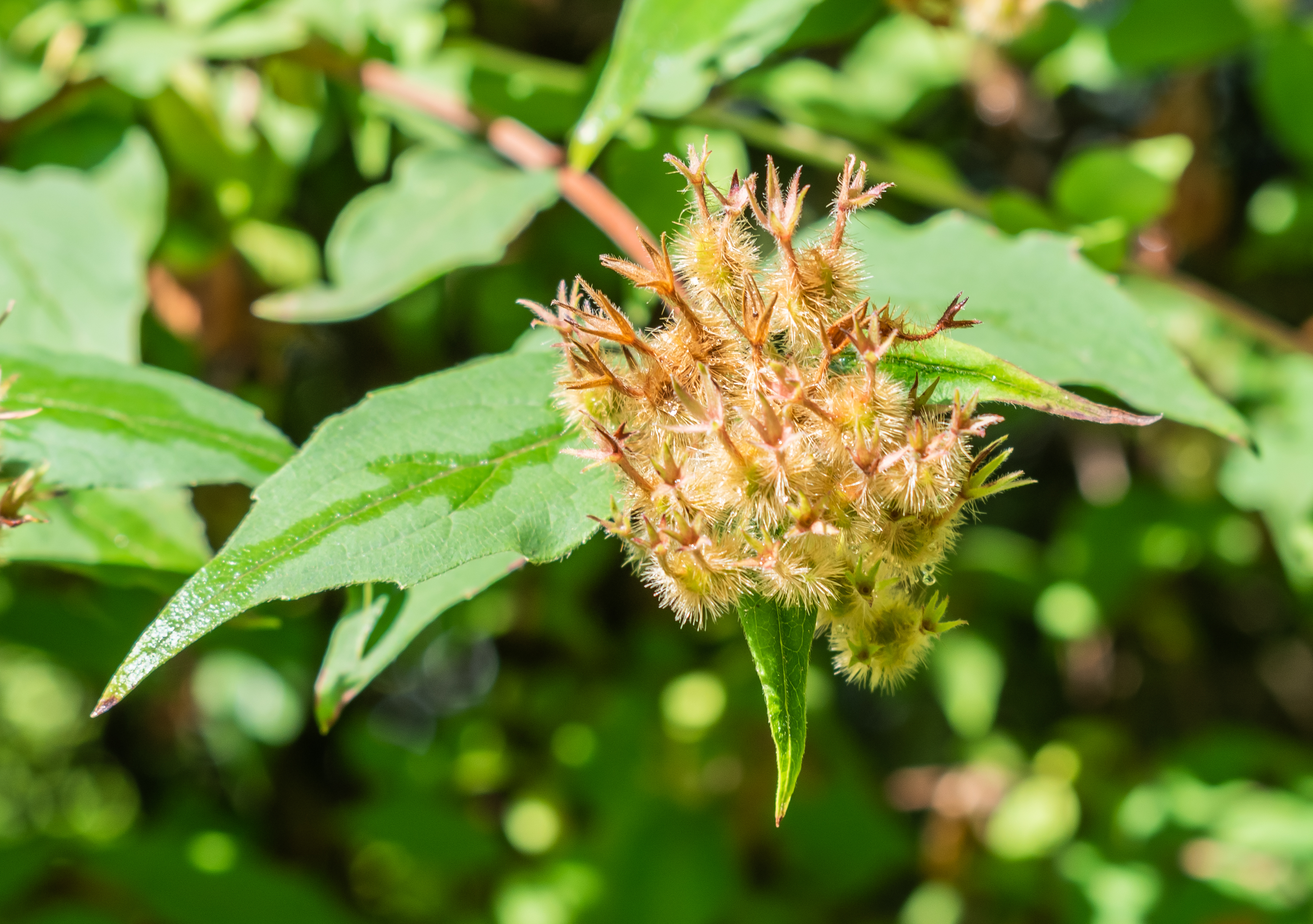
Fruits.

## Habitat et répartition
C'est une espèce endémique de Chine. Au nord, elle est présente dans le Huashan, le Xuehuashan, le Zhongtiaoshan et le Wangwushan, de l'est au sud-ouest du Shanxi. Au sud, elle est présente à l'extrémité orientale de la chaîne de Qinling, dans le Wudangshan et jusqu'au côté le plus septentrional et oriental du Dabashan (Shennongjia). L'espèce est également signalée dans l'Anhui, dans la préfecture de Chizhou, Qingyang Xian et dans la préfecture de Huangshan, She Xian. Elle pousse sur les pentes de montagne, les bords de route, parmi les broussailles, entre 300 et 1 300 m d'altitude. Elle est rare à l'état sauvage mais largement cultivée comme plante ornementale.

## Plante ornementale

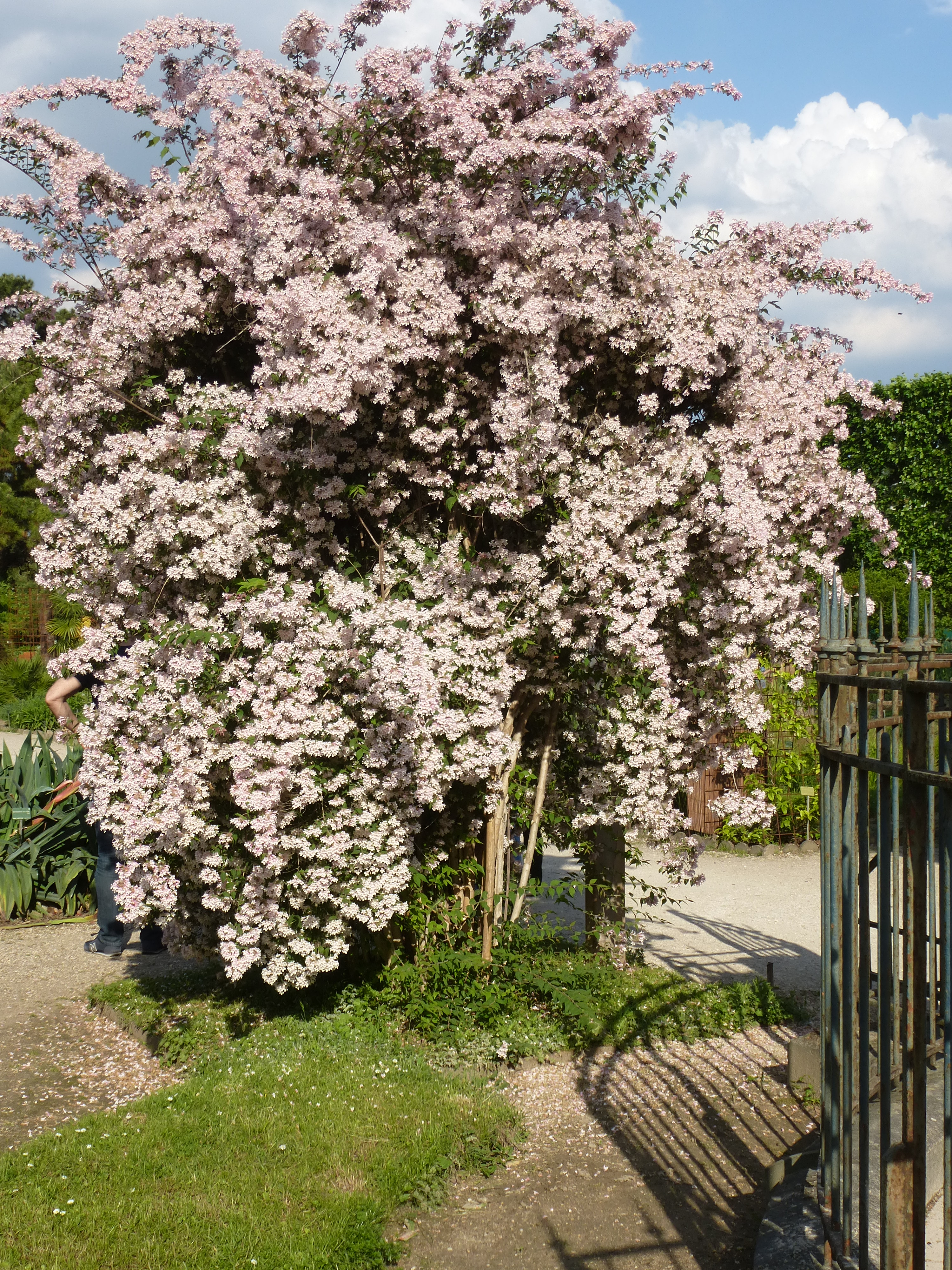
Au Jardin des plantes de Paris.

Cet arbuste à fleurs roses est couramment cultivé en Chine, et parfois en Europe et Amérique du Nord. Trois cultivars 'Pink Cloud', 'Rosea' et 'Dream Catcher' sont parfois observés dans les jardins nord-américains et européens. Ils se distinguent par des fleurs plus foncées et plus rougeâtres ainsi que par la couleur automnale de leurs feuilles ; ils sont tous des sélections de la collection originale E. H. Wilson 2500.

## Menaces et conservation
L'espèce semble être beaucoup plus répandue à l'état sauvage qu'on ne le pensait auparavant. Plusieurs collections se trouvent dans des zones protégées. La taille de la population est estimée à environ 2 500 individus. Les menaces pourraient inclure le surpâturage, la déforestation, les incendies et l'exploitation minière. L'espèce est répertoriée comme peu commune et comme une plante protégée clé nationale de niveau 3 selon le programme de conservation chinois (espèce d'une certaine importance scientifique et économique).